# La Tristesse du roi
La Tristesse du roi (aussi Le Roi triste), ou Sorrows of the King[réf. nécessaire], est l'un des tableaux exécutés par Henri Matisse. Il fait partie de la collection du centre Pompidou. 
La simplicité des formes et l'exubérance des couleurs, bien que d'une palette chromatique limitée, en font un bon représentant de l'art de la période fauviste

## Place dans l'œuvre de l'artiste

### Conception
Créé en 1952 à Nice, il mesure 292 × 386 cm. Fabriqué à base de papiers gouachés et découpés, marouflés sur toile, il fut composé selon la technique que Matisse utilisait à la fin de sa vie c'est-à-dire le collage.  

### Inspiration
La toile aurait eu pour source deux autres œuvres.
Premièrement, la toile de Rembrandt David jouant de la harpe devant Saül, pour deux raisons. D'abord, le thème est quasi similaire, puisque David joue sa musique pour distraire le roi de sa mélancolie. Ensuite, parce que ce tableau constitue lui aussi un autoportrait tardif du peintre (Rembrandt en l'occurrence).
Deuxièmement, le poème de Baudelaire La Vie antérieure, car, comme le tableau, il superpose à la fois le thème de la vieillesse et de la musique calmant les maux. Matisse avait illustré ce poème antérieurement.

### Place dans l'œuvre de Matisse
Ce tableau est considéré comme l'une des principales œuvres du maître. Et il constitue aussi son dernier autoportrait, où Matisse se figure comme la forme noire au centre.
Ce tableau montre à la fois les principaux thèmes et plaisir de Matisse. Les pétales jaunes symbolisent des notes de musique joyeuses, l'odalisque verte représente l'Orient, et la danseuse est un hommage au corps de la femme.